# Torneo Renato Raggio Catalán
El Torneo Renato Raggio Catalán es un campeonato de básquetbol juvenil chileno organizado por Sportiva Italiana de Valparaíso. Su nombre, Renato Raggio Catalán, rinde homenaje a un entrenador que pasó por esa institución. El primer campeonato se llevó a cabo en 1997 y Petrox fue el ganador.

## Campeones por año (masculino)
| Edición | Año                                                       | Campeón                                                   |
| 1°      | 1997                                                      | Petrox                                                    |
| 2°      | 1998                                                      | Universidad Católica                                      |
| 3°      | 1999                                                      | Universidad Católica                                      |
| 4°      | 2000                                                      | Sportiva Italiana                                         |
| 5°      | 2001                                                      | Universidad de Chile                                      |
| 6°      | 2002                                                      | Universidad de Concepción                                 |
| 7°      | 2003                                                      | Universidad de Concepción                                 |
| 8°      | 2004                                                      | C.D. Árabe de Valparíso                                   |
| 9°      | 2005                                                      | Sportiva Italiana                                         |
| 10°     | 2006                                                      | Universidad de Chile                                      |
| 11°     | 2007                                                      | Club Mendoza de Regatas                                   |
| 12°     | 2008                                                      | Provincial Llanquihue                                     |
| 13°     | 2009                                                      | Universidad Católica                                      |
| 14°     | 2010                                                      | CDS y C. Puerto Varas                                     |
| 15°     | 2011                                                      | Universidad Católica                                      |
| 16°     | 2012                                                      | Sportiva Italiana                                         |
| 17°     | 2013                                                      | CDS y C. Puerto Varas                                     |
| 18°     | 2014                                                      | CDS y C. Puerto Varas                                     |
| 19°     | 2015                                                      | CDS y C. Puerto Varas                                     |
| 20°     | 2016                                                      | Sportiva Italiana                                         |
| 21°     | 2017                                                      | Club Providencia                                          |
| 22°     | 2018                                                      | Universidad Católica                                      |
| 23°     | 2019                                                      | Sportiva Italiana                                         |
| 2020    | Temporada suspendida a causa de la pandemia del Covid-19. | Temporada suspendida a causa de la pandemia del Covid-19. |
| 2021    | Temporada suspendida a causa de la pandemia del Covid-19. | Temporada suspendida a causa de la pandemia del Covid-19. |
| 24°     | 2022                                                      | CDS y C. Puerto Varas                                     |
| 25°     | 2023                                                      | Sportiva Italiana                                         |
| 26°     | 2024                                                      | Club Deportivo Alemán de Concepción                       |

## Títulos por club (masculino)
| Equipo                              | Títulos | Años                                |
| Sportiva Italiana                   | 6       | 2000, 2005, 2012, 2016, 2019, 2023. |
| Universidad Católica                | 5       | 1998, 1999, 2009, 2011, 2018.       |
| CDS y C. Puerto Varas               | 5       | 2010, 2013, 2014, 2015, 2022.       |
| Universidad de Chile                | 2       | 2001, 2006.                         |
| Universidad de Concepción           | 2       | 2002, 2003.                         |
| C.D. Árabe de Valparíso             | 1       | 2004.                               |
| Provincial Llanquihue               | 1       | 2008.                               |
| Club Providencia                    | 1       | 2017.                               |
| Club Mendoza de Regatas             | 1       | 2007.                               |
| Petrox                              | 1       | 1997.                               |
| Club Deportivo Alemán de Concepción | 1       | 2024.                               |

## Campeones por año (femenino)
| Edición | Año  | Campeón                       |
| 1°      | 2013 | Sportiva Italiana             |
| 2°      | 2014 | Sportiva Italiana             |
| 3°      | 2015 | Club Deportivo Boston College |
| 4°      | 2016 | Club Deportivo Boston College |
| 5°      | 2017 | Sportiva Italiana             |
| 6°      | 2018 | Club Deportivo Sergio Ceppi   |
| 7°      | 2023 | Club Deportivo Brisas         |
| 8°      | 2024 | Club Deportivo Sergio Ceppi   |

## Títulos por club (femenino)
| Equipo                        | Títulos | Años              |
| Sportiva Italiana             | 3       | 2013, 2014, 2017. |
| Club Deportivo Boston College | 2       | 2015, 2016.       |
| Club Deportivo Sergio Ceppi   | 2       | 2018, 2024.       |
| Club Deportivo Brisas         | 1       | 2023.             |